# Тудозерский Погост
Тудозерский Погост — деревня в Вытегорском районе Вологодской области. Располагается близ Тудозера.

## География
Входит в состав Андомского сельского поселения (с 1 января 2006 года по 9 апреля 2009 года была центром Тудозерского сельского поселения), с точки зрения административно-территориального деления — центр Тудозерского сельсовета.
Расположена на трассе А119. Расстояние до районного центра Вытегры по автодороге — 13 км, до центра муниципального образования села Андомский Погост по прямой — 16 км. Ближайшие населённые пункты — Калиновская, Остров, Паново.
По переписи 2002 года население — 171 человек (84 мужчины, 87 женщин). Преобладающая национальность — русские (99 %).
В деревне расположены фельдшерско-акушерский пункт, центр досуга и спорта, магазины.

## История
В «Родословии Вологодской деревни» указано, что данный населенный пункт
как Тудоров погост впервые упомянут в 1137 году в уставе новгородского князя Святослава Ольговича. Исследователи указывают что он возник не позднее IX—XI веков. По мнению историка А. Н. Насонова оно было названо в честь местного старейшины Тудора. С XVI века именуется Тудозерским погостом. В это же время в связи утратой прежнего значения у термина погост этот термин стал частью названия населенного пункта ставшего деревней.